# Уцана (Фиренца)
Уцана је насеље у Италији у округу Фиренца, региону Тоскана.
Према процени из 2011. у насељу је живело 7 становника. Насеље се налази на надморској висини од 505 м.